# Holoplagia transversalis
Holoplagia transversalis is een muggensoort uit de familie van de Scatopsidae. De wetenschappelijke naam van de soort is voor het eerst geldig gepubliceerd in 1846 door Loew.